# Akihiko Ishizumi
Akihiko Ishizumi (石住昭彦?, Ishizumi Akihiko; Prefettura di Ehime, 25 ottobre 1961) è un doppiatore giapponese.
Collabora con la Engekishūdan En.
È noto per i suoi ruoli in Le Superchicche (come Mayor) e in Hi Hi Puffy AmiYumi (come Kaz). Spesso doppia personaggi di mezza età o anziani.

## Ruoli

### Animazione televisiva
- Asura Cryin' (Anziano Shioizumi)
- Atomic Betty (Dottor Cerebral)
- The Batman (Conte Vertigo)
- Ergo Proxy (Uomo libero)
- Dokidoki! Pretty Cure (Sokichi Bando)
- Hi Hi Puffy AmiYumi (Kaz)
- Le Chevalier D'Eon (Duc de Broglie)
- Les Misérables: Shōjo Cosette (Pontmercy)
- Naruto (Suiko)
- Nodame Cantabile (James DePreist)
- One Piece (Bluejam)
- Otome yōkai Zakuro (Ryōju Ame)
- The Powerpuff Girls (Mayor)
- Teamo Supremo (Capo)
- Turn A Gundam (Mottokee)
- Umineko no naku koro ni (Terumasa Nanjo)

### OVA
- Teen Titans: Trouble in Tokyo (Brushogun, Tokyo Mayor)

### Animazione teatrale
- Alla ricerca di Nemo (Ancora)
- Ponyo sulla scogliera (Voce aggiuntiva)
- Le Superchicche - Il film (Mayor, Ojo Tango)
- La principessa e il ranocchio (Lawrence)
- Eiga Dokidoki! Pretty Cure - Mana kekkon!!? Mirai ni tsunagu kibō no dress (Sokichi Bando)

### Videogiochi
- Chaos;Child (Gen-san)
- Death Stranding (Deadman)
- Death Stranding 2: On the Beach (Deadman)
- Dragon Quest VIII: L'odissea del re maledetto (versione 3DS) (Felix)
- Granblue Fantasy (Kaz)
- Il professor Layton e il futuro perduto (Bill Hawks)
- Onimusha 2: Samurai's Destiny (Ankokuji Ekei)
- Onimusha Blade Warriors (Ankokuji Ekei)
- Suikoden Tierkreis (Rajim)
- Umineko When They Cry (Terumasa Nanjo, Masayuki Nanjo)
- Yoshitsune Eiyūden (Kichiji Kaneuri)
- Yoshitsune Eiyūden Shura (Kichiji Kaneuri)

### Ruoli doppiaggio
- 28 Days Later (Frank)
- American Beauty (Edizione TV) (Buddy Kane)
- Le ceneri di Angela (Mister Benson)
- The Beach (Gregorio)
- Black Hawk Down - Black Hawk abbattuto (Edizione DVD) (Michael D. Steele)
- The Closer (Comandante Russell Taylor)
- Cold Case - Delitti irrisolti (Detective Nick Vera)
- Come d'incanto (Nathaniel)
- Flightplan - Mistero in volo (Obaid)
- Frequency - Il futuro è in ascolto (Edizione DVD) (Satch DeLeon)
- Malcolm in the Middle (Craig)
- The Matrix Reloaded (Edizione DVD) (Vector)
- The Mighty B! (Happy il Cane)
- Assassinio sull'Orient Express (film 1974) (Edizione DVD) (Edward Beddoes))
- Resident Evil: Apocalypse (Edizione Video) (Dottor Charles Ashford)
- Regole d'onore (Jimmy)
- Shèdiāo Yīngxióngzhuàn (Ouyang Feng)
- Spider-Man (Joseph Robbie Robertson)
- Spider-Man 2 (Joseph Robbie Robertson)
- Spider-Man 3 (Joseph Robbie Robertson)
- Railway Series Drama CD (Henry il Motore Verde)
- Fallout

### Radio drama
- Seirei no moribito (Torugaru)

### Altro
- Cartoon Network commercials (Kaz Harada, Townsville Mayor)